# Manuel Roncal
Manuel Roncal Puertas (Santander, Cantabria, 27 de enero de 1962) es un exfutbolista español que se desempeñaba como defensa. Es el hermano del también futbolista Javi Roncal.

## Clubes
| Club                | País   | Año       |
| ------------------- | ------ | --------- |
| Racing de Santander | España | 1982-1990 |